# ままごと

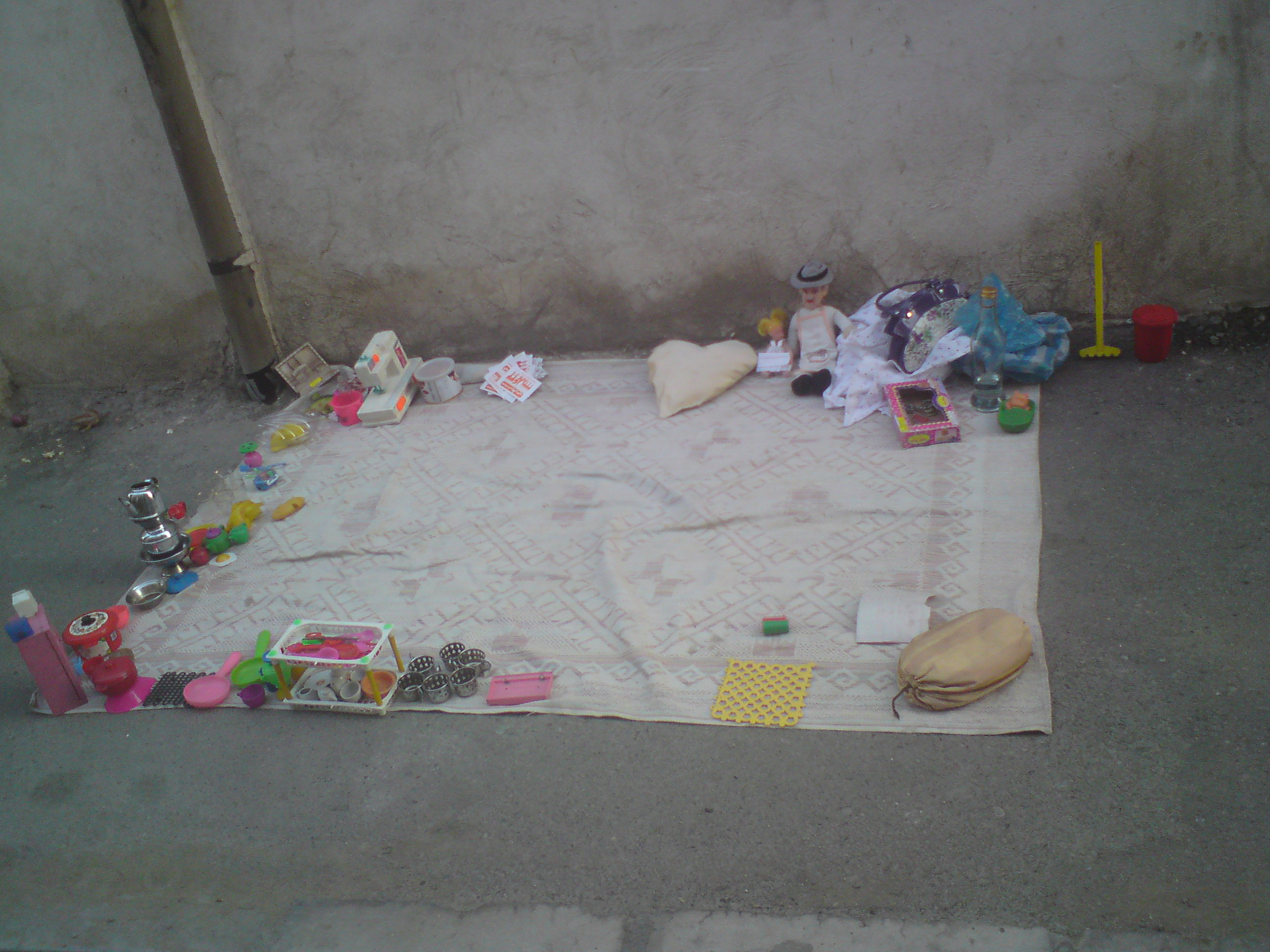
ままごと道具の写真（イラク）

ままごと（飯事、英語: playing house）とは、幼児の遊びの一種。おままごとともいう。
分類上はごっこ遊びの一種と考えられており、身の回り人間によって営まれる家庭を模した遊びである。
参加する人を、お父さん、お母さん、赤ちゃん、ペットなど家族に見立てた役を振り分ける。
そして、家の炊事・食事・洗濯・買物・接客等を模倣する。

## 語源
ままごとの「まま」は、英語の「mama（母）」ではなく食事を意味する「飯（まま）」からきている。現在では、食事だけに限らず食事に至るまでの光景、食卓を中心とした家庭生活一般を含めた模倣も「ままごと」と呼ばれている。

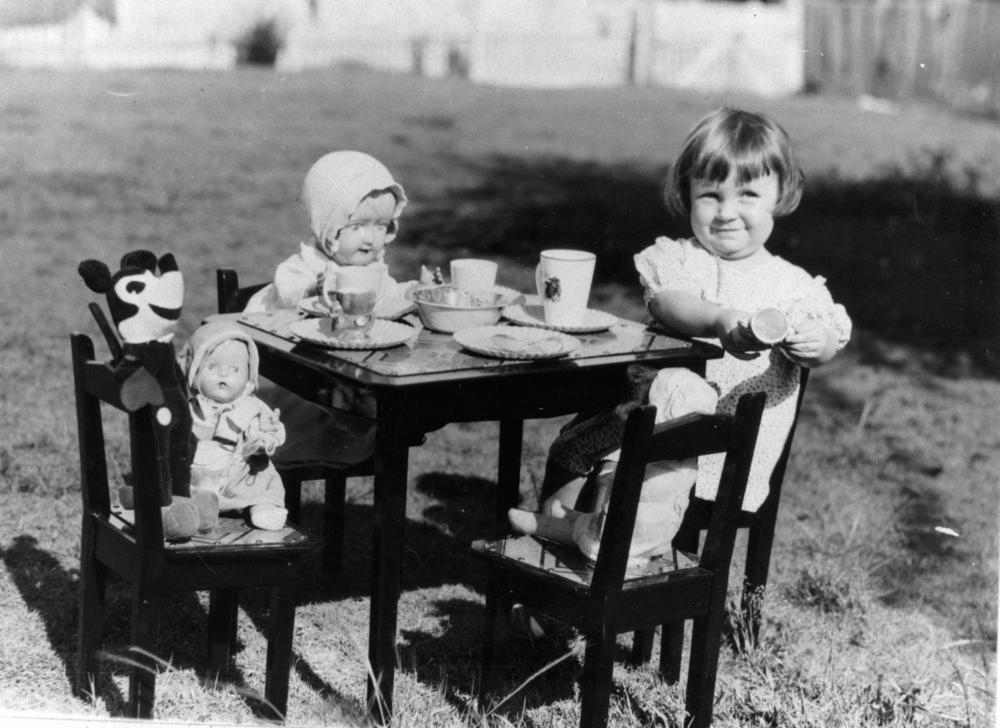
ままごと

## 道具

### ままごとキッチン
ままごと遊びの代表的な小道具として、安全面に配慮したプラスチックの包丁などままごとキッチンがあげられる。ただ、ごっこ遊びの常として、子供は身の回りの様々なものを生活用具に見立てたり、あるいは一般的な道具を家庭内から拝借して利用することもあり、前述の役割分担では、大人の使っている生活用具などもそのまま拝借してきて使われることもある。人形のような別の遊びも提供する玩具など、子供の想像力如何では様々な物品が利用される。

### テレビゲーム
情報技術の発展と普及により、ままごとも電子化されクッキングママに代表されるゲームの中の仮想的な家族と炊事などの真似事が行われる環境の変化が起きている。それによって友達と遊べない夜でも一人っ子でも、ままごとで遊べるようになった。
当初、日本ではゲームによる体験は受け入れられなかったが、海外では大ヒットを記録した。ソフト開発元では「欧米では、フランス料理など伝統的な料理を除けばファーストフードがかなり多いので、元々食べ物や料理にはあまり関心がなかった」ために詳細な手順の真似を必要としなかった事と「珍しい日本食と調理法への興味」が喚起された事が原因と分析している。
この事例から、食文化の違いがままごとの密度にも影響を及ぼす事と、ままごとが食育を担っている事が確認できる。

## 事件・事故
ままごとセットの玩具から重大な事故が発生している。
2013年6月、口に入れる癖のある2歳0ヶ月の女児がままごとセットの木製のイチゴ(長さ約6cm、中心部の直径は約3.5cm)の半分に分かれた片方を口に入れ、母親が出すようにいつになく厳しい口調で注意したが、子どもは頑なに口を閉じ、飲み込んでしまった。母親が取り出そうとしたが、奥に入り込んだ。119番通報し救急搬送中に心肺停止した。木製であったためレントゲンでは見つからず、入院して72時間後に脳の状態を評価する目的で撮影した頭部MRIで異物を確認し取り出した。脳死に限りなく近い状態で180日が経過し意識が戻らないままとなった。なお、入院してから半年間の医療費は約1152万円であった。

## 備考
- クレヨンしんちゃんの登場人物、桜田ネネの趣味でリアルおままごとがある。
- ドラえもんの登場人物、ジャイアンのかくれた趣味である。
- 倉橋ヨエコの楽曲。二枚目のミニ・アルバム「思ふ壺」に収録されている。